# Natsukawa Rimi
Natsukawa Rimi (夏川 りみ Natsukawa Rimi, Hạ Xuyên Lý Mĩ), tên thật là Kaneku Rimi (兼久 りみ Kaneku Rimi, Kiêm Cửu Lý Mĩ), là một nữ ca sĩ người Nhật Bản xuất thân từ Okinawa. Cô thường biểu diễn các bài hát mang âm hưởng dân ca Ryūkyū.
Cô được nhiều khán giả Nhật Bản, biết đến nhiều nhất trong năm 1989 là Biệt danh Hoshi Misato (星美里)

## Sự nghiệp và giải thưởng
- Năm 1999: bắt đầu xuất hiện với tư cách là ca sĩ chuyên nghiệp với nghệ danh Natsukawa Rimi qua bài hát "Trong ánh chiều hoàng hôn" (夕映えにゆれて)
- Tháng 3 năm 2001: album đầu tay "Wind – 1 message" giành vị trí thứ nhất trong giải Oricon.
- Năm 2001: giành giải nhất trong "Giải record Nhật Bản lần thứ 43" và đứng thứ 3 trong danh sách nhiều người hâm mộ.
- Năm 2002: bắt đầu tham gia "Cuộc thi giọng ca nam nữ cuối năm của Đài truyền hình NHK" trong 5 năm liên tục. Cuối năm 2002, tham gia "Giải record quy mô lớn" và tham gia "Cuộc thi giọng ca nam nữ cuối năm của Đài truyền hình NHK". Năm này, cô giành giải ca sĩ mới xuất sắc "Giải thưởng Gold Dish Nhật Bản lần thứ 16"
- Tháng 12 năm 2007: công diễn tại Đài Loan lần thứ 2, biểu diễn 2 ngày tại Hội trường trung tâm Đài Bắc với 6000 người tham dự.

Thành công của ca sĩ này đã mở rộng ra cả khu vực Đông Á như Đài Loan, Hồng Kông, Hàn Quốc, Trung Quốc (Thượng Hải), Thái Lan, Malaysia,... Đặc biệt tại Đài Loan, 4 album liên tiếp của cô đúng thứ nhất trong bảng xếp hạng các bài hát được yêu thích.

## Các album và ca khúc
- 2002: Minamikaze (đoạt giải Nihon Record Grand Prize for excellence).
- 2005: Ayakaji No Ne
- 2003: Sora No Keshiki
- 2005: Sayonara Arigatou
- Nada Sousou (single năm 2001, album năm 2004)
- 2003 Famureuta - Komori Uta
- 2005: Hagushichao
- 2006: Rimits Best Duets Songs
- 2003: Warabigami Yamatoguchi
- 2004: Kokoro Tsutae
- 2004: Kaze no Michi
- 2004: Kanayo Kanayo
- 2004: Okinawa no Kaze
- 2003: Toriyo
- 2003: Michishirube
- 2002: Tida: Tida Kaji nu Umui
- 2000: Hana ni naru
- 1999: Yubae ni yurete
- 2007: Umui Kaji
- 2009: Kokoro no Uta
- 2005: Rimi Natsukawa Single Collection Vol. 1
- 2006: Rimi Natsukawa Selection
- 2007: Uta Sagashi: Request Cover Album
- 2008: Ano Hana No Yo Ni
- 2008: Ai no Uta: Self-Selection Best
- 2009: Okinawa Uta: Chikyū no Kaze o Kanjite
- 2010: Uta Sagashi: Asia no Kaze